# ماونت ورنون، شهرستان واباش، ایندیانا
ماونت ورنون (به انگلیسی: Mount Vernon) یک منطقهٔ مسکونی در ایالات متحده آمریکا است که در شهرستان وابش، ایندیانا واقع شده‌است. ماونت ورنون ۲۴۸٫۱۱ متر بالاتر از سطح دریا واقع شده‌است.